# Rupelbrug
De Rupelbrug, officieel spreekt men ook wel van de Baanbrug is een combinatie van een stalen liggerbrug en een basculebrug in de Antwerpse gemeente Boom over de Rupel. De brug ligt in de N177 in het verlengde van de Boulevardbrug, een basculebrug over het Zeekanaal Brussel-Schelde. Het doorgaand verkeer maakt eerder gebruik van de Rupeltunnel onder het Zeekanaal en onder de Rupel.
De Rupelbrug bestaat uit vijf overspanningen, waarvan enkel de tweede (geteld vanaf de linkeroever van de Rupel) open kan voor het scheepvaartverkeer. Ook onder de derde overspanning mogen de schepen doorvaren.
De brug werd in gebruik genomen in 1987 en verving een vorige brug die aan het einde van de jaren 30 werd gebouwd.